# 石山智也

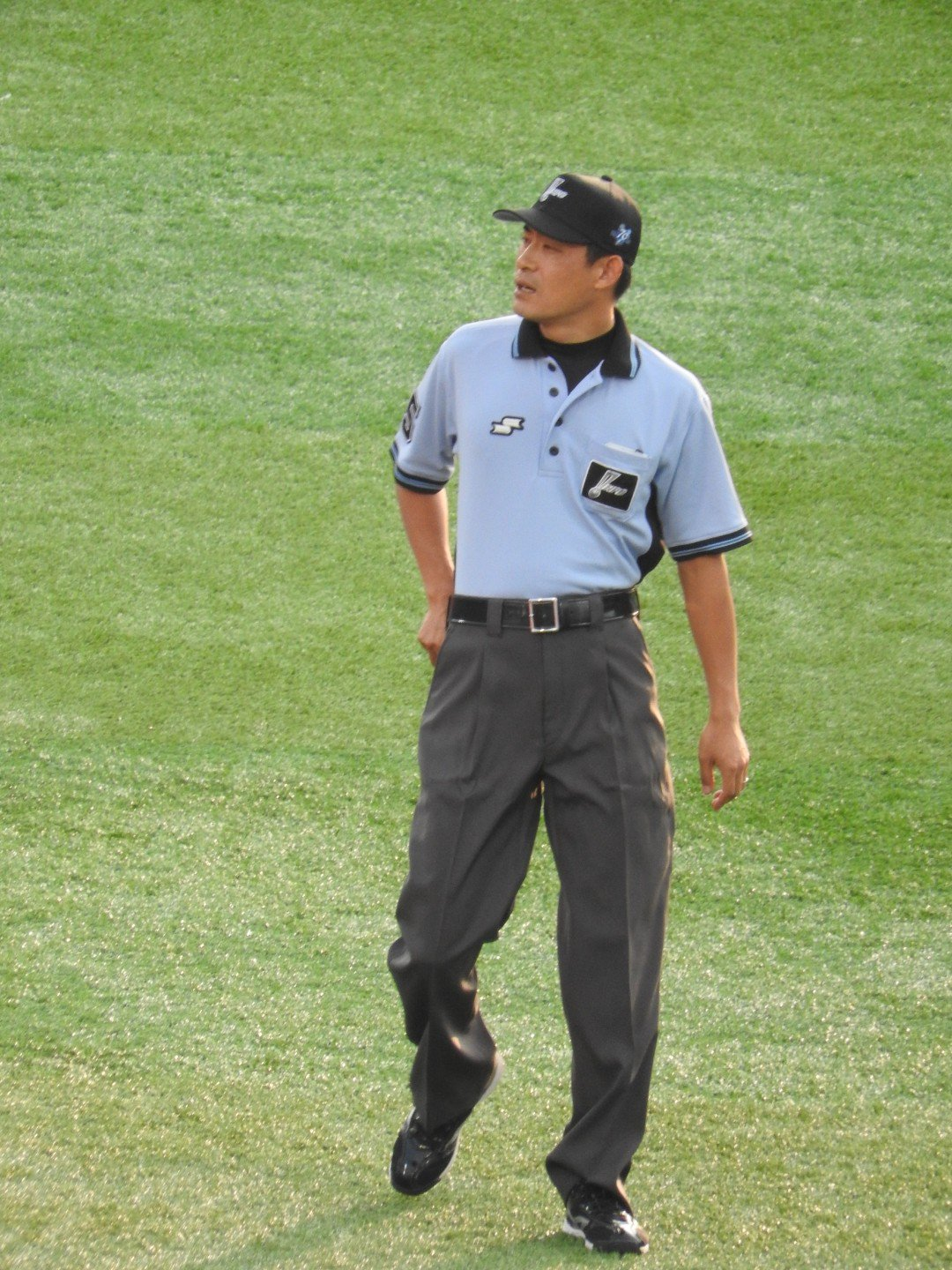
2019年7月30日 横浜スタジアムにて

石山智也（いしやま ともや、1979年11月2日 - ）は、日本野球機構所属のプロ野球審判員。山形県出身。審判員袖番号『25』。

## 来歴・人物
日本大学山形高等学校を卒業後、地元で就職し2003年まで勤務。リトルシニアで2年間の審判経験があった。2004年にセントラル・リーグ審判部に入局。
2008年シーズンではイースタン・リーグの優秀審判員として表彰された。
2011年から球審での構えをボックススタンスからシザーススタンスに変更した。
2012年にオールスターゲームに初出場し第3戦で球審を務めた。
2016年5月17日、地元・山形県の荘内銀行・日新製薬スタジアムやまがたで行われた読売ジャイアンツ対横浜DeNAベイスターズ戦では球審を務めた。この試合の6回表に発生した本塁クロスプレイを正しく判定したことが評価され、この年のファインジャッジ賞を受賞した。
2018年から球審での構えをシザーズスタンスから再度ボックススタンスに改めた。またこのシーズンは日本シリーズに初出場し、第4戦で球審を務めた。
2019年に韓国で開催された第2回WBSCプレミア12オープニングラウンド・グループCに派遣され、3試合に出場した。
2022年6月11日　札幌ドームで行われた北海道日本ハムファイターズ対中日ドラゴンズ2回戦で二塁塁審を務め、通算1000試合出場を達成した。

## エピソード
- 2018年6月15日に行われたセ・パ交流戦・福岡ソフトバンクホークス対広島東洋カープ1回戦（福岡 ヤフオク!ドーム）において球審に入ったが、3回表の広島の攻撃時に打者西川龍馬のファウルチップとソフトバンクの先発千賀滉大の投球が立て続けに手を直撃し、治療を受ける事態になるアクシデントに見舞われた[5]。

## 出場記録
- 初出場：2008年5月11日、ヤクルト対広島5回戦（神宮球場）、三塁塁審
- 出場試合数：1278試合
- オールスター出場：2回（2012年、2019年）
- 日本シリーズ出場：2回（2018年、2023年）

（記録は2024年シーズン終了時）

## 表彰
- イースタン・リーグ優秀審判員：1回（2008年）
- ファインジャッジ賞：1回（2016年）

（記録は2022年終了時）